# محارة جناحية زجاجية
محارة جناحية زجاجية (الاسم العلمي: Pteria vitrea) (بالإنجليزية: Glassy wing-oyster)‏ هي نوع من الحيوانات تتبع جنس المحارة الجناحية من فصيلة المحارات الجناحية.